# Гай-енерджі
Hi-NRG (англ. high energy) — жанр електронної музики, швидший варіант диско, що з'явився у Великої Британії в кінці 1970-х і мав популярність до середини 1980-х. Для жанру характерні високий темп, сильний вокал, помітний текст, легкі, але такі, що чіпляють, мелодії, домінування синтезаторного басу і тронки.

## Історія
Бас-лінія, введена композитором Джорджо Мородером в знаменитій пісні «I Feel Love» (1977), що виконується Донною Саммер, з'єдналася з сильнішим бітом. У результаті вийшов стійкий, монотонний бас з ударними. Ця пісня задала ритм Hi-NRG. У 1977 році, даючи інтерв'ю, Донна Саммер сказала: «Пісня стала хітом, тому що вона сповнена енергії» («this song became a hit because it has a high-energy vibe»). Так термін High-energy увійшов в музичну індустрію.